# Satz von Pitt
Der Satz von Pitt, benannt nach Harry Raymond Pitt, ist ein Satz aus dem mathematischen Teilgebiet der Funktionalanalysis. Er trifft eine Aussage über Operatoren zwischen den Folgenräumen {\displaystyle \ell ^{p}}, aus der sich ergibt, dass die {\displaystyle \ell ^{p}}-Räume paarweise nicht-isomorph sind.

## Formulierung des Satzes
- Es sei {\displaystyle 1\leq p<r<\infty }. Ist {\displaystyle X\subset \ell ^{r}} ein abgeschlossener Unterraum, so ist jeder stetige, lineare Operator {\displaystyle X\rightarrow \ell ^{p}} kompakt.[2]

Eine schwächere Formulierung erhält man, wenn man nur den Unterraum {\displaystyle X=\ell ^{r}} betrachtet:
- Für {\displaystyle 1\leq p<r<\infty } ist jeder stetige, lineare Operator {\displaystyle \ell ^{r}\rightarrow \ell ^{p}} kompakt.

## Anwendungen
Als einfache Folge ergibt sich, dass es keinen Isomorphismus {\displaystyle \ell ^{r}\rightarrow \ell ^{p}} für {\displaystyle r\not =p\in [1,\infty )} geben kann. Indem man nötigenfalls zum Inversen des Isomorphismus übergeht, kann man ohne Einschränkung {\displaystyle r>p} annehmen. Nach dem Satz von Pitt müsste ein solcher Isomorphismus kompakt sein, woraus die Kompaktheit der Einheitskugel folgte und damit ein Widerspruch zur unendlichen Dimension der beteiligten Räume. Dazu genügt obige schwächere Formulierung.
Die erste Formulierung des Satzes von Pitt ergibt aber viel mehr. Keiner der {\displaystyle \ell ^{p}}-Räume ist isomorph zu einem abgeschlossenen Teilraum eines {\displaystyle \ell ^{r}} für {\displaystyle r\not =p}. Man nennt zwei unendlichdimensionale Banachräume vollständig unvergleichbar, wenn jeder abgeschlossene, unendlichdimensionale Unterraum des einen nicht isomorph zu einem abgeschlossenen Unterraum des jeweils anderen Banachraums ist. Für {\displaystyle r\not =p} sind also {\displaystyle \ell ^{r}} und {\displaystyle \ell ^{p}} vollständig unvergleichbar.
Mittels der Chintschin-Ungleichung sieht man leicht, dass jeder Raum Lp([0,1]) einen zu {\displaystyle \ell ^{2}} isomorphen, abgeschlossenen Unterraum enthält. Da dies für {\displaystyle \ell ^{p}}, {\displaystyle p\not =2}, nach Obigem nicht gilt, ist {\displaystyle \ell ^{p}} nicht isomorph zu {\displaystyle L^{p}([0,1])}, falls {\displaystyle p\not =2}. Im Gegensatz dazu hat man für {\displaystyle p=2} nach dem Satz von Fischer-Riesz sogar eine isometrische Isomorphie {\displaystyle \ell ^{2}\cong L^{2}([0,1])}.